# Smilax lutescens
Smilax lutescens är en enhjärtbladig växtart som beskrevs av Vell. Smilax lutescens ingår i släktet Smilax och familjen Smilacaceae. Inga underarter finns listade.